# Serra do Tumucumaque

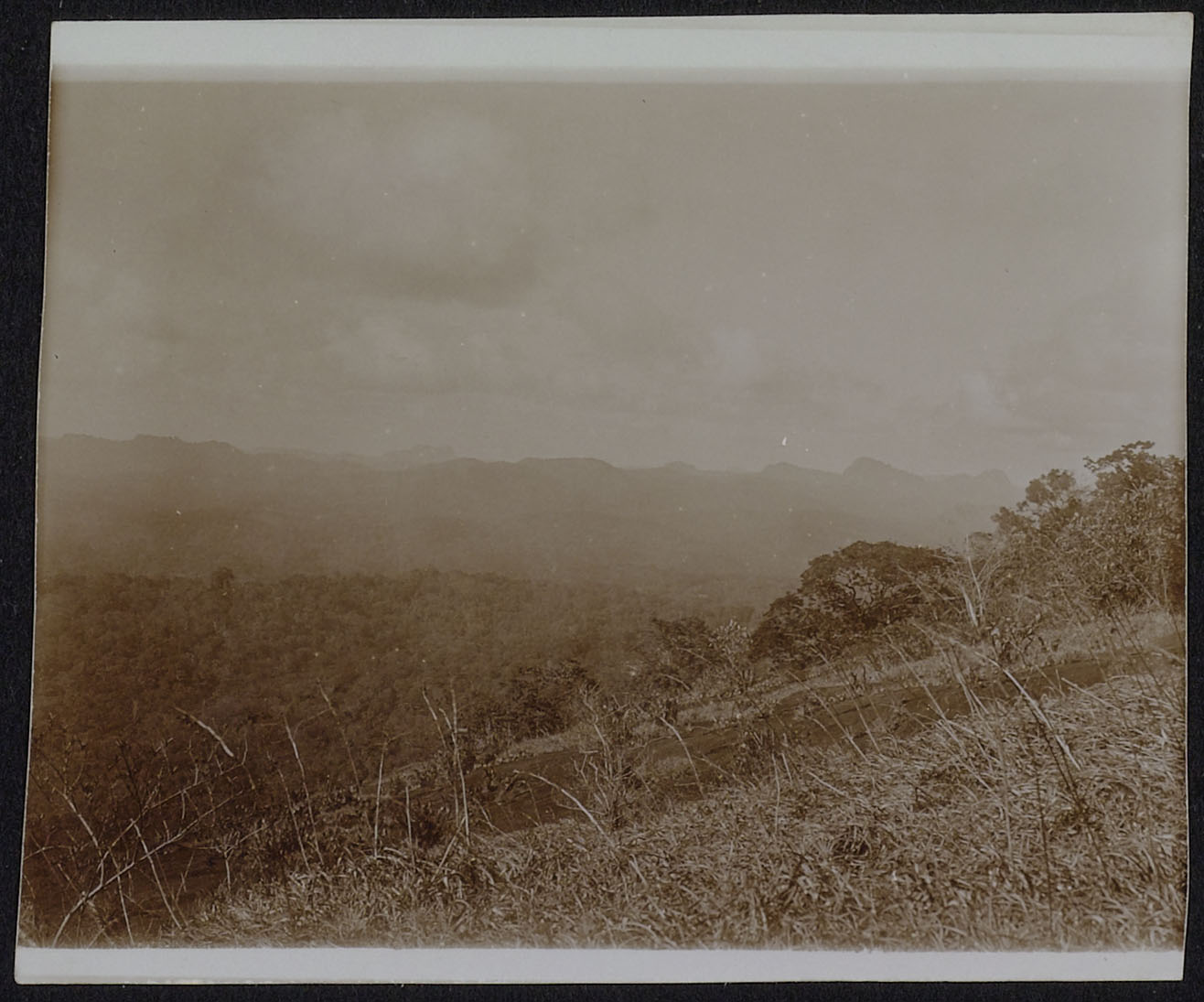
As Montanhas Tumucumaque no Suriname vistas a partir da montanha Knopaiamoi numa foto de 1903

A serra do Tumucumaque é uma pequena cadeia montanhosa sul-americana localizada no planalto das Guianas, estendendo-se por cerca de 320 quilômetros  no sentido leste-oeste, na área de fronteira entre o norte do Brasil, e na região sul do Suriname e da Guiana Francesa. A região da Serra do Tumucumaque é considerada muito remota e quase inacessível.
Na linguagem dos  povos aparaí e uaianas que habitam estas montanhas, Tumucumaque significa "a pedra da montanha" e simboliza "a luta entre o xamã e os espíritos"
Tanto o rio Maroni como o rio Oiapoque tem sua origem na serra do Tumucumaque. O Maroni (em neerlandês: Marowijne) forma toda a fronteira (em litígio) entre o Suriname e a Guiana Francesa, e o Oiapoque forma a maior parte da fronteira entre a Guiana Francesa e o Brasil

## Parque nacional
Na parte brasileira das cordilheiras há o Parque Nacional Montanhas do Tumucumaque que cobre toda a seção serrana da cordilheira. Ele fica localizado nos estados do Pará e Amapá. Possui uma área de 3.882.120,00 ha (38.821,20 km²). O perímetro do parque é de 1.724.575,857 metros. É administrado pelo Instituto Chico Mendes de Conservação da Biodiversidade (ICMBio). É o maior parque nacional do Brasil e a maior floresta tropical protegida do mundo.